# Enicognathus
Enicognathus este un gen de papagali din tribul Arini, care se găsesc în America de Sud.
Genul conține 2 specii:
- Enicognathus leptorhynchus
- Enicognathus ferrugineus